# Alexandru Borbely
Alexandru Borbely (27 de novembro de 1910 - 26 de agosto de 1987) foi um futebolista romeno que competiu na Copa do Mundo de 1930.